# Hammerwerk Hellziechen

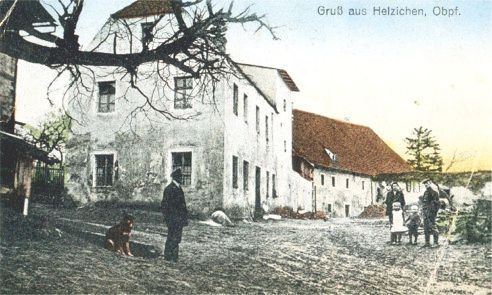
Hammergut Hellziechen (1919)

Das abgegangene Hammerwerk Hellziechen (auch Schloss  bzw. Hammerschloss Hellziechen genannt) befand sich im heute nicht mehr bestehenden Ort Hellziechen, der früher zu Vilseck im Oberpfälzer Landkreis Amberg-Sulzbach gehörte. Der Name des Werkes leitete sich von Helle Zeche ab, hier wurde also Eisen im Tagebau gewonnen. Das Hammerwerk lag an der Frankenohe, einem Nebenfluss der Vils, der bei Gressenwöhr in die Vils einmündet. „Untertägige mittelalterliche und frühneuzeitliche Befunde in der Wüstung ‚Hellziechen‘, darunter die Spuren eines Eisenhammers mit zugehörigem Hammerschloss“ werden als Bodendenkmal unter der Aktennummer D-3-6336-0042 geführt.

## Geschichte
Der Hammer Hellziechen wird erstmals 1402 genannt, als der Bamberger Bischof Albrecht den Vilsecker Bürger Heinrich Kratzer mit dem Hammer Langenbruck und auch dem Hammer Hellziechen belehnte. Bei dem Vergleich zwischen dem Bistum und der Oberpfalz vom 8. Juni 1510 wurde bestimmt, dass Hellziechen weiterhin bei Bamberg bleiben sollte. Die Besitzer wechselten im 16. und 17. Jahrhundert häufig. 1625 wird das Hammergut „Höllziegen“ genannt. Er gehörte dem Jobst Merz, der 1629 im Zuge der Gegenreformation seinen Stammsitz in Zogenreuth verlassen musste, weil er nicht wieder katholisch werden wollte. Die Merzens besaßen den Hammer Hellziechen von 1600 bis 1694. Anschließend erwarb ihn der Obrist-Wachtmeister Graf de Losa, dessen Frau 1715 hier eine kleine Kapelle errichtete.
1742 kam das Werk an Johann Ertl (Erthl), der bereits das Hammergut Röthenbach sowie Altenweiher und Langenbruck besaß. 1751 ließ er in Hellziechen einen Hochofen aus Granit und Sandstein errichten. Dieser hatte unten zwei Blasebälge und Luftröhren und wurde von oben mit Erz gefüttert. Ertls Tochter Barbara heiratete 1761 den Bergmeister Johann Baptist Schlör und so kam der Besitz an diese Familie. 1807 heiratete der erstgeborene Sohn Johann Baptist Schlör (1766–1823) Theresia von Grafenstein (1787–1861). Aus der Ehe stammte Gustav Andreas von Schlör (1820–1883), sechstes von acht Kindern, der von 1866 bis 1871 der letzte bayerische Staatsminister für Handel und Öffentliche Arbeiten war. Gustav Schlör heiratete 1843 Wilhelmine Gareis, eine Tochter des Richters von Winklarn. Beide erwarben auch das Gut Plankenhammer bei Floß. Am 28. Juni 1861 rief Gustav Schlör die „Theresia Schlör’sche Schulstiftung zu Langenbruck“ ins Leben gerufen, aus deren Erträgen Schulmaterialien für bedürftige Schüler sowie Stipendien für zwei Schüler aus Hellziechen finanziert wurden. Nach dem Tod Gustav Schlörs übernahm sein Bruder Joseph das Werk in Hellziechen; er war auch Eigentümer der heute ebenfalls abgegangenen Annahütte bei Pappenberg.
1802 gingen die bambergischen Gebiete an das Kurfürstentum Bayern über und Hellziechen kam zum Landgericht Amberg. Als 1852 die Maxhütte eröffnet wurde, blühten die Hammerwerke nochmals auf, da die Maxhütte große Mengen an Roheisen brauchte. Minister Schlör beförderte den Handel durch den Bau der Eisenbahnstrecke Weiden–Neukirchen (Eröffnung am 15. Oktober 1875). Der Hochofen von Hellziechen stellte dann dennoch 1878 den Betrieb ein und wurde 1885 abgerissen. 1904, zwei Jahre nach dem Tod  Joseph Schlörs, verkaufte sein Sohn Joseph das Gut an Christian Feustl aus Langenbruck, der es 1926 an einen Dr. Winn weiterveräußerte. Versuche einer rheinländischen Gesellschaft, hier wieder nach Erz zu schürfen, erwiesen sich als nicht rentabel.

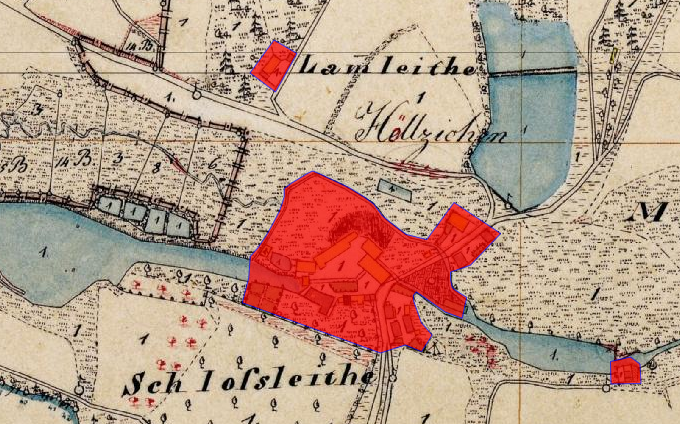
Lageplan des Hammerwerks Hellziechen auf dem Urkataster von Bayern

## Hellziechen heute
Hellziechen war 1808 eine Gemeinde im Landgericht Vilseck. Am 17. Juni 1818 wurde die Bildung von größeren Gemeinen angeordnet und Hellziechen wurde Langenbruck zugeordnet. Langenbruck wurde 1972 nach Vilseck eingemeindet.
Das Hammergut bestand um 1800 aus dem sogenannten Schlossgebäude, einer kleinen Kapelle, dem Hochofen, der Hammerhütte, einem kleinen Drahthammer, einem Taglöhnerhaus, einem Brauhaus und einer Schnapsbrennerei. Wegen der Erweiterung des Truppenübungsplatzes Grafenwöhr von 1938 wurde auch der Ort Hellziechen abgebaut. Wenige Mauerreste sind noch erhalten, aber nicht öffentlich zugänglich.